# Saint-Denoual

Saint-Denoual este o comună în departamentul  Côtes-d'Armor, Franța. În 1 ianuarie 2022 avea o populație de 490 de locuitori.